# هارولد مارتينيز
هارولد مارتينيز (بالإسبانية: Harold Martínez)‏ هو لاعب كرة قدم كولومبي، ولد في 22 مارس 1987. لعب مع أتلتيكو ناسيونال وديبورتيفو كالي.